# Atentados de Beni Amrane em 2008
Os atentados de Beni Amrane em 2008 foram dois atentados em 9 de junho de 2008 que mataram 13 pessoas na cidade de Beni Amrane, na província de Boumerdès, a 50 km de Argel, capital da Argélia. A primeira bomba matou um cidadão francês e seu motorista argelino quando eles estavam saindo da estação ferroviária da cidade. O segundo dispositivo explodiu cerca de cinco minutos depois, quando as equipes de resgate chegaram. Oito soldados e três bombeiros morreram na segunda explosão, enquanto um número não confirmado de pessoas sofreu ferimentos. Ambos os dispositivos pareciam ter sido detonados remotamente. Nenhum grupo reivindicou os atentados, que seguem ataques atribuídos à organização Al-Qaeda no grupo do Magrebe Islâmico. O francês era um engenheiro que trabalhava para uma empresa francesa em um projeto de reforma na estação.